# 扣环海参
扣环海参（学名：Holothuria difficilis）为海参科海参属的动物。分布于马斯克林群岛、印度洋西部各岛到红海、马尔代夫群岛到夏威夷群岛、北到日本、南到澳大利亚、台湾岛以及中国大陆的海南岛、西沙群岛等地，多生活于珊瑚礁下。该物种的模式产地在萨摩亚群岛。